# Jakim Żylanin
Jakim Aleksandrowicz Żylanin (ros. Яким Александрович Жилянин, ur. 22 sierpnia 1903 we wsi Hajna w guberni mińskiej, zm. 30 sierpnia 1979) – radziecki działacz partyjny i państwowy.

## Życiorys
W 1924 został członkiem partii komunistycznej RKP(b), w 1927 przewodniczącym sielsowietu w rodzinnej wsi, a w 1929 przewodniczącym łohojskiego rejonowego komitetu chłopskiej pomocy wzajemnej. W 1932 ukończył szkołę budownictwa radzieckiego i partyjnego 2 stopnia w Homlu, po czym do 1939 pełnił funkcję I sekretarza Komunistycznej Partii (bolszewików) Białorusi (KP(b)B) w Orszy, poza tym od 18 czerwca 1938 do 17 lutego 1960 wchodził w skład KC KP(b)B/KPB, a od 6 czerwca do 16 listopada 1939 był sekretarzem KC KP(b) ds. kadr. Od września do grudnia 1939 był przewodniczącym Tymczasowego Zarządu m. Wilna, od grudnia 1939 do 1940 II sekretarzem Komitetu Obwodowego KP(b)B w Mohylewie, 1940-1941 studiował w Wyższej Szkole Organizatorów Partyjnych przy KC WKP(b), po czym w lipcu 1941 został wyznaczony członkiem Rady ds. Ewakuacji przy Radzie Komisarzy Ludowych ZSRR. Pozostał na okupowanych przez Niemcy terytoriach, od 23 kwietnia 1942 do lipca 1944 był II sekretarzem Podziemnego Komitetu Obwodowego KP(b)B w Witebsku, potem do września 1944 II sekretarzem Komitetu Obwodowego KP(b)B w Witebsku, a od września 1944 do maja 1946 I sekretarzem Komitetu Obwodowego KP(b)B w Połocku. Od maja 1946 kierował Wydziałem Przemysłu Leśnego KC KP(b)B jako zastępca sekretarza KC tej partii, w 1948 ukończył Wyższą Szkołę Partyjną przy KC WKP(b), później był inspektorem KC KP(b)B, a od kwietnia 1949 do października 1959 przewodniczącym Komitetu Wykonawczego Mohylewskiej Rady Obwodowej.